# Œuf Benedict
L'œuf Benedict, de l'anglais egg Benedict, appelé également œuf Bénédicte et œuf bénédictine au Québec, est une spécialité américaine à base d’œufs composée de moitiés de muffin anglais grillées, recouvertes d'une tranche de bacon frit, d'un œuf poché, et nappées de sauce hollandaise. C'est un classique du brunch américain. L'appellation provient de Benedict, un nom de famille et un prénom anglo-saxon masculin qui n'existe généralement qu'au féminin en français.
Une autre recette, codifiée par Auguste Escoffier, porte le nom d’« œuf Bénédictine » : il s’agit d’œuf poché avec une brandade de morue truffée et une sauce crème.

## Histoire
La recette est probablement née à l'hôtel Waldorf (de nos jours Waldorf-Astoria) de New York. Un matin de 1892, un habitué, Lemuel Benedict (1867-1943), demande un petit déjeuner consistant avec toasts grillés, œufs pochés, lard grillé et sauce hollandaise. Le maître d'hôtel Oscar Tschirky trouve l'idée bonne et fait inscrire les œufs Benedict au menu du petit déjeuner et du déjeuner en les présentant sur un muffin anglais, avec bacon grillé et sauce hollandaise,.
En 1978, une polémique née d'un article de presse attribue la recette à Charles Ranhofer, son livre The Epicurian (1893) mentionne un « jambon à la Benedict » mais sans trace d’œufs,,,.
Jack Benedict, petit-cousin de Lemuel, travaille au rétablissement de la version traditionnelle. Il ouvre la même année le restaurant L.C. Benedict Restaurant & Tavern près de Denver, avec au menu les œufs Benedict façon Lemuel (avec toast et bacon) et les œufs Benedict façon Oscar (avec muffin anglais et bacon canadien).
Il semble qu'à l'origine l'expression « à la benedict » (avec ou sans majuscule) n'était pas employée uniquement avec des œufs. S. T. Rorer, en 1897, donne la recette détaillée et en 1909, le La Follette's Magazine vante ce plat complet du petit déjeuner : « Eggs a la Benedict […] ont des protéines grâce aux œufs, des matières grasses avec le bacon et la sauce hollandaise, de l'amidon avec du pain grillé, et avec du cresson… de la cellulose. »
Par la suite, la recette se rencontre avec diverses variantes : saumon, jambon, garniture d'asperges, de tomates et de truffes.

## Bénédict n'était pas bénédictin
Is it eggs Bénédict or Bénédictine? Helen McCully répond à la question en 1967 en se fondant sur la littérature culinaire :

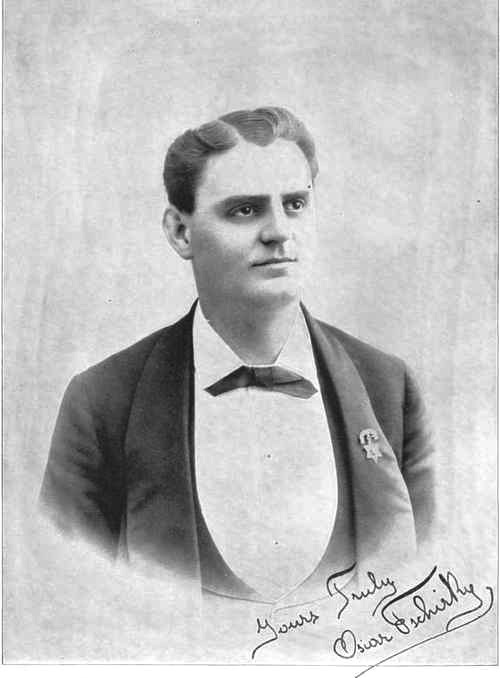
Oscar Tschirky, maître d'hôtel du Waldorf, aurait inventé la recette canonique des œufs à la Benedict.

Les œufs Bénédict sont faits d’œufs pochés, de toasts, de bacon frit, de sauce hollandaise, qu'elle-même agrémente de truffes, alors que les œufs Bénédictine sont faits de tartelettes avec brandade de morue et œufs pochés nappés de sauce crème et de truffes. Cette recette serait celle de moines bénédictins (à voir pour la truffe) et nul ne sait si elle a un lien avec les œufs Benedict new-yorkais. Ses traces dans la littérature sont plus récentes, c'est Auguste Escoffier en 1903 qui les décrit : « Œufs pochés dressés sur un lit de brandade de morue truffée. Napper les œufs de sauce crème. »

## Variations
Il existe de nombreuses variantes de l'œuf Bénédicte qui impliquent la substitution d'un composant autre que l'œuf :
- œufs à la florentine : à base de sauce Mornay, une sauce dérivée de la sauce béchamel, à laquelle on ajoute du jaune d'œuf et du fromage dur râpé pour la rendre lisse et épaisse. La viande est remplacée par des épinards et une salade de légumes frais[14] ;
- œufs bénédictins californiens : ajout de tranches d'avocat. Les tomates peuvent être tranchées à la place du bacon[15] ;
- œufs Hemingway ou Copenhague : ajout de saumon, éventuellement fumé, à la place du bacon[16] ;
- œufs Balmoral : ajout de haggis à la place du bacon ;
- œufs Blackstone : remplacez le bacon par du bacon gras et ajoutez une tranche de tomate ;
- œufs Blanchard : sauce béchamel remplaçant la sauce hollandaise ;
- œufs de Chesapeake (œufs de crabe à la Benedict, gâteaux de crabe à la Benedict) : remplacer le gâteau de crabe (crab cake) bleu du Maryland par du bacon canadien[17] ;
- œufs cochon (œufs cochon de lait) : porc effiloché à la place du bacon canadien, gâteau au babeurre (buttermilk biscuit) à la place du muffin anglais. Ils sont servis dans les restaurants de La Nouvelle-Orléans ;
- œufs à la florentine : ajout d'épinards. Dans les versions plus anciennes des œufs florentins, les épinards sont ajoutés aux œufs pochés ou en cocotte ;
- œufs hebridean : variété écossaise. On utilise du boudin noir (black pudding) à la place du bacon[18] ;
- œufs à la hussarde : remplacer le muffin anglais par de la chapelure de biscotte et ajouter de la sauce bordelaise ;
- œufs Neptune : remplacer le bacon canadien par de la chair de crabe ;
- œuf Omar (steak à la Benedict) : petit steak à la place du bacon ; la sauce hollandaise est éventuellement remplacée par de la sauce béarnaise[19] ;
- œufs en papillote : ajouter de la moutarde créole (moutarde typique du sud-est des États-Unis) à la sauce hollandaise et parsemer de chair de langoustine[20].